# Paz Battaner
María Paz Battaner Arias (Salamanca, 19 de marzo de 1938) es una filóloga y lexicógrafa española. Desde el 29 de enero de 2017 miembro de la Real Academia Española. Fue elegida el 3 de diciembre de 2015 para ocupar la silla s, vacante desde el fallecimiento en 2013 de José Luis Pinillos. Ha dirigido y publicado varios diccionarios y realizado numerosos trabajos sobre didáctica de la lengua. Sus principales líneas de investigación son la lexicología y la lexicografía, el lenguaje político del siglo XIX, el lenguaje especializado y la didáctica de la lengua española.

## Biografía
Se licenció en Filología Románica en Salamanca (1960). Por esa época enseñaban en dicha universidad Alonso Zamora Vicente, Fernando Lázaro Carreter y Antonio Tovar, amistando en especial con la pareja formada por el primero y María Josefa Canellada. Fue profesora ayudante y adjunta interina en dicha Universidad (1960-1962) y entre 1962 y 1963 Asistente de Lengua Española en la Academia de Burdeos. Enseñó en institutos secundarios de Vitoria, Murcia y Hospitalet de Llobregat. Se doctoró en 1973 con la tesis Vocabulario político y social en España, 1869-1873, dirigida por Eugenio de Bustos, impresa cinco años más tarde (1977). Trabajó luego de 1980 a 1993 como Catedrática numeraria en la Universidad de Barcelona. De 1993 a la actualidad es Catedrática de Filología Española de la Universidad Pompeu Fabra y coordinó el grupo de investigación Infolex de su Instituto Universitario de Lingüística Aplicada. Es miembro de Euralex, DSNA y la AELEX y forma parte del comité de dirección de la Revista de Lexicografía. Dirigió trece tesis doctorales y asesoró a Televisión Española en el programa Hablando claro (1988-1992). Fue Decana de la Facultad de Traducción e Interpretación de la Universidad Pompeu Fabra (1993-1999). De mayo de 2008 hasta marzo de 2015 fue Síndica de Greuges de la Universidad Pompeu Fabra.
En 2006 fue galardonada con la Medalla Narcís Monturiol de la Generalidad de Cataluña. En la actualidad (2015) es catedrática emérita de Filología Española de la Universidad Pompeu Fabra y presidió la AELEX (Asociación Española de Estudios Lexicográficos). Participó en el proyecto «Agrupación semántica y relaciones lexicológicas en el diccionario» dirigido por Janet DeCesaris (2009-2011) y trabaja en un Diccionario Electrónico de Aprendizaje de ELE (Español como Lengua Extranjera).
Está casada con el también profesor Carlos Calleja.

## Ingreso en la RAE
En noviembre de 2015 fue propuesta por Ignacio Bosque, Margarita Salas y Miguel Sáenz para ocupar el sillón de la Real Academia Española en la plaza del psicólogo José Luis Pinillos, fallecido en noviembre de 2013, y fue elegida el 3 de diciembre de 2015, siendo la undécima mujer que ocupa un sillón de la RAE.
El 29 de enero de 2017 ingresó en la Real Academia Española con un discurso dedicado a Algunos pozos sin fondo en los diccionarios. En nombre de la corporación, le dio la bienvenida el catedrático de Lengua Española Ignacio Bosque. Se trata de la undécima mujer elegida miembro de la RAE. La primera fue Carmen Conde, quien ingresó en 1979. La siguieron Elena Quiroga, Ana María Matute, Carmen Iglesias, Margarita Salas, Soledad Puértolas, Inés Fernández-Ordóñez, Carme Riera, Aurora Egido y Clara Janés.

## Publicaciones
- 2005 Con Sergi Torner (eds.), El corpus PAAU 1992: estudios descriptivos, textos y vocabulario. Barcelona: Institut Universitari de Lingüística Aplicada, Universitat Pompeu Fabra.
- 2002 Diccionario de uso del español de América y España (Vox) ISBN 84-7774-1735
- 2001 Lema. Diccionario de Lengua Española (Vox) ISBN 84-8332-213-7
- 1998 Diccionario de Primaria (9-12 años) Anaya-Vox ISBN 84-7153-954-3 y 0-658-00066-7
- 1989 Introducción a la enseñanza de la lengua y literatura españolas. Con Juan Gutiérrez Cuadrado y Enrique Miralles, Ed. Alhambra ISBN 84-2O5-1159-5.
- 1977 Vocabulario político y social en España, 1869-1873. Madrid: Anejos del Boletín de la Real Academia Española.

## Premios
- 2006 Medalla Narcís Monturiol de la Generalidad de Cataluña